# Liburnios

Mapa con la ubicación aproximada de las diferentes tribus ilirias. Los liburnios aparecen en color amarillo, como se identifican las tribus de las que se cree que tenían un origen véneto.

Los liburnios eran una tribu ubicada en territorios de la costa del mar Adriático, aproximadamente en la actual Croacia. Son considerados como de origen véneto-ilírico.
En el Periplo de Pseudo-Escílax se los ubica entre los istros y los ilirios. Destaca en su territorio las ciudades de Lias, Idasa, Atienitas, Diirta, Alupsos, Olsos, Pedetas y Hemionos y frente a su territorio sitúa las islas de Istride, las Electrides y las Mentorides. También se indica que eran las mujeres las que gobernaban en esta tribu y que estas tenían relaciones con los esclavos y con los extranjeros de los países vecinos.
En relación con las costumbres de los liburnios también se conserva un fragmento de Nicolás de Damasco que describe que los liburnios tenían a sus mujeres en común y criaban a los niños también en común hasta que tenían 5 años y al sexto año eran asignados cada uno a un padre según el parecido que se apreciara entre los niños y los hombres.
Estrabón sitúa su territorio en la costa, a continuación del de los yápodes, cita un río navegable (antiguo Ticio, actual Krka), la ciudad de Escardona y las islas denominadas Libúrnidas que eran 40. Plinio nombra la ciudad de Truento como la única de los liburnios que quedaba en Italia. Señala que el límite de su territorio lo marcaba el río Ticio con la ciudad de Escardona y otro de sus límites lo marcaba el Arsia (actual Rasa).
Apiano dice que era una tribu de origen ilirio y destaca su pericia en el arte de la navegación. Sus barcos eran llamados liburnas y a menudo realizaban expediciones de saqueo por el mar Adriático. También relata que Julio César apoyó a los liburnios con el envío de tropas cuando los dálmatas y otras tribus ilirias arrebataron a los liburnios la ciudad de Promona. Sin embargo estas tropas fueron derrotadas. En tiempos de Augusto, este emperador logró el sometimiento completo de Iliria y privó a los liburnios de las naves con las que ejercían la piratería. Promona fue ocupada nuevamente por los dálmatas en tiempos de Augusto y esta ciudad fue sitiada y posteriormente tomada por los romanos. Desde el año 9 los territorios de Liburnia y Dalmacia constituyeron una provincia romana.